# Nunatak De los Santos
Nunatak De los Santos är en nunatak i Antarktis. Den ligger i Västantarktis. Argentina, Chile och Storbritannien gör anspråk på området.
Terrängen runt Nunatak De los Santos är huvudsakligen kuperad, men den allra närmaste omgivningen är platt. Havet är nära Nunatak De los Santos åt sydost. Trakten är obefolkad. Det finns inga samhällen i närheten.